# Štavica
Štavica (srbsky Штавица) je vesnice v západní části Srbska, administrativně spadající pod opštinu Ljig v Kolubarském okruhu. Vesnice se nachází jihovýchodně od města Ljigu, v údolí řeky Dragobilj na bývalé Ibarské magistrále. V roce 2011 zde žilo 330 obyvatel.
Z národnostního hlediska je obyvatelstvo v drtivé většině srbské národnosti.
Nachází se zde chatová rekreační oblast.